# Comuna Drohomîșl, Iavoriv
Drohomîșl (în ucraineană Дрогомишль) este o comună în raionul Iavoriv, regiunea Liov, Ucraina, formată din satele Drohomîșl (reședința), Hrușiv, Lîpoveț și Lujkî.

## Demografie
Componența lingvistică a comunei Drohomîșl
     Ucraineană (99,73%)
     Alte limbi (0,27%)
Conform recensământului din 2001, majoritatea populației comunei Drohomîșl era vorbitoare de ucraineană (99,73%), existând în minoritate și vorbitori de alte limbi.